# Dibujo de san Juan Bautista (El Greco)
El Dibujo de san Juan Bautista es uno de los escasos dibujos atribuibles al Greco. Es probable que este pintor preparase sus composiciones con croquis y dibujos sobre papel, pero son muy pocos los que se han conservado, y cuya atribución al maestro cretense sea indiscutible.

## Introducción
Este dibujo debió ser parte de un conjunto de croquis mayor, abarcando todo el proyecto de los Retablos de Santo Domingo el Antiguo. Estos dibujos habrían servido como una "pieza de contrato" que el Greco habría presentado y discutido con Diego de Castilla, cuya estricta supervisión se impuso a las ideas artísticas del maestro cretense. Esto se refleja en el memorándum adjunto al contrato original —que probablemente adjuntaba los dibujos— destacando que Diego de Castilla tenía plena autoridad para aceptar, rechazar o ordenar alteraciones en las pinturas terminadas: "Si alguna de estas pinturas no es satisfactoria en parte o en su totalidad, el dicho Dominico está obligado a corregirlas, o a rehacerlas, de manera que la obra sea perfecta y aceptable para Don Diego, a cuya opinión se someterá el mencionado Dominico..."
Enriqueta Harris Frankfort publicó este dibujo como estudio del santo del retablo mayor de Santo Domingo el Antiguo, y lo fechó poco después de la llegada del artista a España.

## Análisis de la obra
- Localización: Fundación Jan Krugier, Lausana, Suiza.
- Material: Tinta marrón, y aguada marrón y gris sobre trazos de carboncillo, con realces blancos, sobre papel;
- Dimensiones: 136 x 55 mm.;
- No está firmado; existe una inscripción anónima en tinta, probablemente del siglo XVII que cita: "Greco";

Esta obra muestra cómo el Greco usaba los dibujos, para estudiar como sería el lienzo final en concreto, a fin de armonizarlo con las otras piezas del conjunto del cual formaría parte. San Juan Bautista está de pie, con su rostro representado en profil perdu'. Su cuerpo está iluminado en la parte derecha, mientras la parte izquierda permanece en sombras. El modelado está conseguido mediante un hábil uso del dibujo, de la aguada, y de los delicados reflejos en blanco. El alargamiento y la delgadez del cuerpo de Juan Bautista recuerda algunas figuras en dibujos de Parmigianino, que el Greco podía haber visto en Parma, o bien en la colección de Miguel Damasceno, un cretense que poseía diversos dibujos de Parmigianino, y que vendió al escultor Alessandro Vittoria.

## Procedencia
- Sir William Stirling-Maxwell Collection (adquirido antes de 1877);
- Col. William Stirling of Keir Collection (por descendencia);
- Venta, Sotheby’s, Londres, 21 de octubre de 1963, no. 12;[3]
- Colección privada, Gran Bretaña;
- Venta, Bonhams, Londres, 9 de diciembre de 2002, no. 101;
- Colección Jan Krugier, Monaco, JK 6104;
- Jan Krugier Foundation.[4]